# 豐泰企業
豐泰企業股份有限公司（簡稱豐泰企業，臺證所：9910）是台灣一家以鞋類代工為中心的製造商，成立於1971年，以製造專業運動鞋為主要業務，總部設於雲林科技工業園區，從事產品開發及培育跨國企業的管理人才；量產工廠遍佈中國、越南、印尼與印度。目前企業員工人數約140000名，生產之運動鞋數量占主要客戶NIKE全球銷售量的六分之一。

## 沿革
- 1971年：豐泰企業創立於1971年，初期資本額為新台幣二百萬元。如同台灣早期一般的中小企業，為求在現實環境中存續，公司夜以繼日加工生產以支付每月到期的應付票據。並且將大部分的獲利用於增購生產不同鞋型所需的機械設備，積極擴充產能。

- 1979年：為力求於競爭市場中占有一席之地，奠定與主要客戶的合作基礎，豐泰企業一方面研究如何以現有設備持續擴充產能，另一方面則引進歐洲先進國家技術以提升產品水準。同時，為迎接電腦化時代的來臨，公司進行業務全面電腦化，以減少人工作業失誤，提高作業速度與準確率。

- 1988年：因應主要客戶NIKE全球化的採購策略，1988年起豐泰企業陸續於中國、印尼、越南、印度等國家設置鞋類量產工廠，跨國產製的組織架構及管理能力漸趨成熟。1992年起成立海外模具工廠，逐步打造完整製鞋體系。同時為滿足客戶需求與強化公司核心競爭力，於1992年與NIKE共同在台灣成立NIKE在亞洲的第一個研發中心。

- 1997年：開始生產冰刀鞋與直排式輪鞋，2001年起陸續生產製造 Rollerblade Skates、Nordica Ski Boots 及 Snow Boots 等非運動鞋類品牌。豐泰企業第二事業部於此期間成立，負責生產休閒鞋，正式將產業觸角延伸至運動鞋以外的鞋類領域。2003年設立越南威越鞋業股份有限公司，生產 Clarks、Rockport、Dr. Martens 等知名品牌休閒鞋。

- 2003年：豐泰企業積極投入鞋業品牌的代理與零售，包括成立泰紅國際股份有限公司，推展流行女鞋 SENSE 1991；成立川豐行銷股份有限公司，銷售 Born 休閒鞋。2008年成立豐泰設計中心，支援現有代工事業。

- 2014年：豐泰發言人陳麗琴表示，豐泰於1991到1996年之間意圖節省事業廢棄物清運、處理成本，長期在雲林縣虎尾溪畔、屬河川區之水利用地，非法掩埋大量製作運動鞋的鞋墊、人工皮革、泡棉、污泥等事業廢棄物，掩埋面積達5萬1185平方公尺，掩埋廢棄物數量約達6千多公噸。當時還未通過事業廢棄物清理法，豐泰取得斗南鎮田頭段五公頃水利用地，合法掩埋這些廢棄物，1997年以後就不再掩埋。

- 2017年：由雲林地檢署會同雲林縣環保局等相關單位人員，到虎尾溪河床勘驗豐泰公司清理情形，確認原先掩埋廢棄物的河床已清理完畢。[1]

## 外部連結
- （英文）（繁體中文）豐泰企業（页面存档备份，存于）